# 尼克拉斯·哈格曼
尼克拉斯·哈格曼（芬蘭語：Niklas Hagman，1979年12月5日—），芬兰男子冰球运动员。他曾代表芬兰国家队参加2002年、2006年和2010年冬季奥林匹克运动会冰球比赛，获得一枚银牌和一枚铜牌。